# Mantiphaga apperti
Mantiphaga apperti är en stekelart som först beskrevs av Jean Risbec 1954.  Mantiphaga apperti ingår i släktet Mantiphaga och familjen gallglanssteklar. Inga underarter finns listade i Catalogue of Life.